# Kévin Estre
Kévin Estre (Lyon, Auvernia-Ródano-Alpes; 28 de octubre de 1988) es un piloto de automovilismo francés. Fue el ganador del 24 Horas de Le Mans 2018 y de la temporada 2018-19 del Campeonato Mundial de Resistencia de la FIA con Porsche GT Team. También logró ser el campeón de la temporada 2006 de Fórmula Renault Campus Francia, temporada 2011 de Copa Porsche Carrera Francia, temporada 2013 de Copa Porsche Carrera Alemania, y triunfó en las 24 Horas de Spa 2019.

## Carrera deportiva

### Campeonato Mundial de Resistencia
Estre comenzó su carrera en el WEC durante la temporada 2015, disputando las 6 Horas de Spa-Francorchamps, segunda ronda de la temporada, con la escudería Porsche Team Manthey de la clase LMGTE Pro y utilizando el automóvil Porsche 911 RSR, finalizó la carrera en la tercera posición de su clase. Disputó la ronda siguiente, las 24 Horas de Le Mans con la escudería OAK Racing en la clase LMP2 con el prototipo Ligier JS P2-HPD, que no terminó la carrera debido a que se retiró luego de 22 horas.
En la temporada 2016, disputó una carrerajunto a Abu Dhabi-Proton Racing de la clase LMGTE Am, fue en las 6 Horas del Circuito de las Américas. fTerminó en la quinta posición de su clase. Disputó también las 24 Horas de Le Mans, aunque esta vez no ingresó como participante de la temporada para puntuar, Porsche Motorsport en la clase LMGTE Pro, tampoco pudo finalizar la carrera en esta edición.

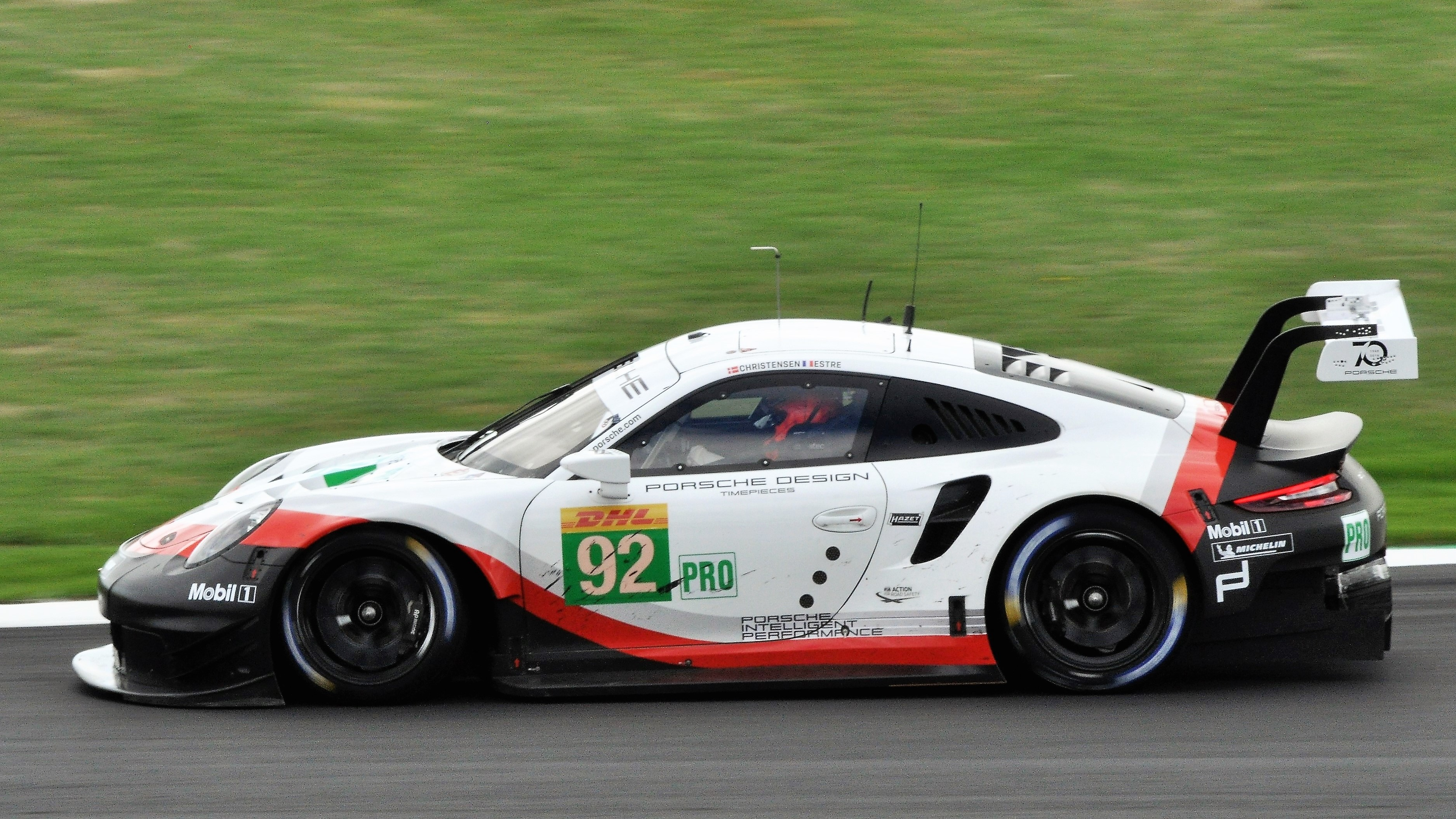
Porsche 911 RSR conducido por Estre, en 2018.

La temporada 2017 fue la primera que participó en su totalidad, compitiendo con el Porsche 911 RSR de la escudería Porsche GT Team. Su principal compañero fue Michael Christensen, con quien logró tres podios sin victoria, finalizaron en la undécima posición el campeonato de pilotos GT. En las 24 Horas de Le Mans compitió con Christensen y Dirk Werner, y por tercera vez consecutiva Estre no pudo acabar la carrera.
Repitió clase, equipo, automóvil y compañero principal para la temporada 2018-19 y siendo esta vez Laurens Vanthoor quien acompañe al dúo en las dos ediciones de Le Mans. El trío ganó la edición del año 2018, y finalizaron en la novena posición en 2019. Junto a Christensen consiguieron la victoria en Fuji, y otros cuatro podios en Spa-Francorchamps, Silverstone y Shanghái en 2018, y nuevamente en Spa-Francorchamps en 2019. Coronándose así en el campeonato GT.
En temporada 2019-20 volvió a competir junto a Christensen, en la escudería Porsche GT Team con el automóvil Porsche 911 RSR-19. En las temporadas 2021 y 2022, Estre fue subcampeón del mundo junto a Neel Jani y Michael Christensen, respectivamente.
En 2023, el piloto francés dio el paso a la categoría principal del mundial de resistencia, para conducir los nuevos Porsche 963 de LMDh, junto a André Lotterer y Laurens Vanthoor para el equipo Porsche Penske Motorsport. Al año siguiente, el trío logró la victoria en Catar, la primera cita del año.

## Resumen de carrera
| Temporada | Categoría                                               | Equipo                              | Carreras     | Victorias    | Poles        | VR           | Podios       | Puntos       | Pos.         |
| --------- | ------------------------------------------------------- | ----------------------------------- | ------------ | ------------ | ------------ | ------------ | ------------ | ------------ | ------------ |
| 2006      | Fórmula Renault Campus Francia                          | Auto Sport Academy                  | 13           | 6            | 5            | 3            | 12           | 195          | 1.º          |
| 2007      | Campeonato de Francia de Fórmula Renault 2.0            | Graff Racing                        | 13           | 0            | 0            | 0            | 0            | 46           | 8.º          |
| 2008      | Copa Porsche Carrera Francia                            | Graff Racing                        | 14           | 1            | 0            | 0            | 4            | 108          | 5.º          |
| 2009      | Copa Porsche Carrera Francia                            | Sofrev - ASP                        | 14           | 5            | 2            | 6            | 6            | 146          | 4.º          |
| 2009      | Campeonato Europeo de GT3                               | MP Racing                           | 2            | 0            | 0            | 0            | 0            | 0            | NC           |
| 2010      | Copa Porsche Carrera Francia                            | Sofrev - ASP                        | 13           | 5            | 7            | 3            | 12           | 200          | 2.º          |
| 2010      | Campeonato Europeo de GT3                               | Mühlner Motorsport                  | 3            | 0            | 0            | 0            | 0            | 0            | NC           |
| 2010      | ADAC GT Masters                                         | Mühlner Motorsport                  | 2            | 0            | 0            | 0            | 1            | 8            | 22.º         |
| 2011      | Copa Porsche Carrera Francia                            | AS Events                           | 12           | 10           | 8            | 10           | 11           | 242          | 1.º          |
| 2011      | Porsche Supercup                                        | Hermes Attempto Racing              | 11           | 1            | 2            | 1            | 3            | 127          | 7.º          |
| 2011      | Copa Porsche Carrera Alemania                           | Hermes Attempto Racing              | 2            | 0            | 0            | 0            | 0            | 6            | 22.º         |
| 2011      | Copa Porsche Carrera Mundial                            | Hermes Attempto Racing              | 1            | 0            | 0            | 0            | 0            | N/A          | 6.º          |
| 2011      | NASCAR Whelen Euro Series - Elite                       | Performance Engineering             | 2            | 0            | 0            | 0            | 0            | 132          | 27.º         |
| 2012      | Porsche Supercup                                        | Hermes Attempto Racing              | 10           | 1            | 1            | 0            | 4            | 139          | 2.º          |
| 2012      | Copa Porsche Carrera Alemania                           | Hermes Attempto Racing              | 17           | 1            | 1            | 1            | 8            | 181          | 4.º          |
| 2012      | International GT Open - GTS                             | Hermes Attempto Racing              | 2            | 0            | 0            | 0            | 0            | 0            | NC           |
| 2012      | Copa Porsche Carrera Francia                            | Nourry Competition                  | 5            | 3            | 3            | 2            | 3            | 74           | 11.º         |
| 2012      | Rolex Sports Car Series - GT                            | TRG                                 | 1            | 0            | 0            | 0            | 0            | 16           | 68.º         |
| 2012      | American Le Mans Series - GTC                           | JDX Racing                          | 1            | 0            | 0            | 0            | 0            | 12           | 25.º         |
| 2013      | Porsche Supercup                                        | Hermes Attempto Racing              | 9            | 0            | 0            | 1            | 3            | 107          | 4.º          |
| 2013      | Copa Porsche Carrera Alemania                           | Hermes Attempto Racing              | 17           | 8            | 7            | 2            | 11           | 249          | 1.º          |
| 2013      | FFSA GT Championship                                    | Hermes Attempto Racing              | 4            | 2            | 0            | 1            | 2            | 50           | 13.º         |
| 2013      | Copa Porsche Carrera Francia                            | Hermes Attempto Racing              | 2            | 2            | 2            | 2            | 2            | N/A          | NC†          |
| 2013      | 24 Horas de Dubái - A6-Pro                              | Hermes Attempto Racing              |              |              |              |              |              |              | 14.º         |
| 2013      | FIA GT Series - Pro                                     | Hexis Racing                        | 2            | 0            | 0            | 0            | 0            | 0            | NC           |
| 2013      | Rolex Sports Car Series - GT                            | Mühlner Motorsports America         | 1            | 0            | 0            | 0            | 0            | 16           | 62.º         |
| 2013      | American Le Mans Series - GTC                           | TRG                                 | 2            | 0            | 0            | 1            | 0            | 6            | 29.º         |
| 2014      | United SportsCar Championship - GTD                     | Park Place Motorsports              | 8            | 0            | 0            | 0            | 1            | 83           | 31.º         |
| 2014      | Blancpain Endurance Series - Pro Cup                    | ART Grand Prix                      | 5            | 0            | 1            | 0            | 2            | 48           | 8.º          |
| 2014      | Porsche Supercup                                        | McGregor by Attempto Racing         | 3            | 0            | 0            | 1            | 1            | 21           | 17.º         |
| 2014      | Copa Porsche Carrera Francia                            | Tsunami RT                          | 1            | 0            | 1            | 1            | 0            | 0            | NC           |
| 2014      | 24 Horas de Nürburgring - SP9                           | Dörr Motorsport                     |              |              |              |              |              |              | NC           |
| 2014      | VLN Endurance - SP9                                     | Dörr Motorsport                     | 2            | 0            | 0            | 0            | 1            | N/A          | NC†          |
| 2014      | ADAC GT Masters                                         | GW-IT Racing Team                   | 2            | 2            | 0            | 0            | 2            | 50           | 18.º         |
| 2014      | Blancpain Sprint Series                                 | Boutsen Ginion                      | 2            | 0            | 0            | 0            | 0            | 0            | NC           |
| 2014      | 12 Horas Gulf - GT3                                     | McLaren GT                          | 1            | 0            | 0            | 0            | 0            | 0            | 3.º          |
| 2015      | Campeonato Mundial de Resistencia de la FIA - LMGTE Pro | Porsche Team Manthey                | 1            | 0            | 0            | 0            | 1            | 22           | 15.º         |
| 2015      | 24 Horas de Le Mans - LMP2                              | OAK Racing                          |              |              |              |              |              |              | DNF          |
| 2016      | Campeonato Mundial de Resistencia de la FIA - LMGTE Pro | Abu Dhabi-Proton Racing             | 1            | 0            | 0            | 0            | 0            | 10           | 17.º         |
| 2016      | 24 Horas de Le Mans - LMGTE Pro                         | Porsche Motorsport                  |              |              |              |              |              |              | DNF          |
| 2017      | Campeonato Mundial de Resistencia de la FIA - LMGTE Pro | Porsche GT Team                     | 9            | 0            | 1            | 2            | 3            | 67           | 11.º         |
| 2018-19   | Campeonato Mundial de Resistencia de la FIA - LMGTE Pro | Porsche GT Team                     | 8            | 2            | 1            | 0            | 6            | 155          | 1.º          |
| 2019      | 24 Horas de Nürburgring - SP9                           | Manthey Racing                      |              |              |              |              |              |              | DSQ          |
| 2019-20   | Campeonato Mundial de Resistencia de la FIA - LMGTE Pro | Porsche GT Team                     | 8            | 2            | 3            | 2            | 6            | 148          | 3.º          |
| 2021      | 24 Horas de Nürburgring - SP9                           | Manthey Racing                      |              |              |              |              |              |              | 1.º          |
| 2021      | WeatherTech SportsCar Championship - GTLM               | WeatherTech Racing                  | 3            | 0            | 0            | 1            | 2            | 958          | 9.º          |
| 2021      | Campeonato Mundial de Resistencia de la FIA - LMGTE Pro | Porsche GT Team                     | 6            | 3            | 5            | 0            | 6            | 166          | 2.º          |
| 2022      | Campeonato Mundial de Resistencia de la FIA - LMGTE Pro | Porsche GT Team                     | 6            | 1            | 2            | 0            | 4            | 132          | 2.º          |
| 2023      | WeatherTech SportsCar Championship - GTD                | VOLT Racing with Wright Motorsports | 1            | 0            | 0            | 0            | 0            | 215          | 58.º         |
| 2023      | WeatherTech SportsCar Championship - GTD Pro            | Pfaff Motorsports                   | 1            | 0            | 0            | 0            | 1            | 348          | 22.º         |
| 2023      | Campeonato Mundial de Resistencia de la FIA - Hypercar  | Porsche Penske Motorsport           | 7            | 0            | 0            | 0            | 2            | 71           | 6.º          |
| 2024      | WeatherTech SportsCar Championship - GTP                | Porsche Penske Motorsport           | 2            | 0            | 0            | 0            | 1            | 647          | 23.º         |
| 2024      | Campeonato Mundial de Resistencia de la FIA - Hypercar  | Porsche Penske Motorsport           | 8            | 2            | 1            | 0            | 5            | 152          | 1.º          |
| 2024      | 24 Horas de Nürburgring - SP9                           | Manthey EMA                         |              |              |              |              |              |              | 2.º          |
| 2024      | Intercontinental GT Challenge                           | Manthey EMA                         | 1            | 1            | 0            | 0            | 1            | 25           | 9.º          |
| 2024      | Intercontinental GT Challenge                           | HubAuto Racing                      | 1            | 0            | 0            | 0            | 0            | 25           | 9.º          |
| 2024      | GT World Challenge Europe Endurance Cup                 | HubAuto Racing                      | 1            | 0            | 0            | 0            | 0            | 0            | NC           |
| 2024      | GT World Challenge Europe Endurance Cup                 | Schumacher CLRT                     | 1            | 0            | 0            | 0            | 0            | 0            | NC           |
| 2025      | IMSA SportsCar Championship - GTP                       | Porsche Penske Motorsport           | Disputándose | Disputándose | Disputándose | Disputándose | Disputándose | Disputándose | Disputándose |
| 2025      | Campeonato Mundial de Resistencia de la FIA - Hypercar  | Porsche Penske Motorsport           | Disputándose | Disputándose | Disputándose | Disputándose | Disputándose | Disputándose | Disputándose |
| Fuente:   |                                                         |                                     |              |              |              |              |              |              |              |

- † - Al participar Estre como piloto invitado, no fue apto para puntuar.

## Resultados

### Campeonato Mundial de Resistencia de la FIA
(Clave) (negrita indica pole position) (cursiva indica vuelta rápida)

| Año     | Escudería               | Clase     | Automóvil            | 1   | 2   | 3   | 4   | 5   | 6   | 7   | 8   | 9   | Pos. | Puntos | Ref.   |
| ------- | ----------------------- | --------- | -------------------- | --- | --- | --- | --- | --- | --- | --- | --- | --- | ---- | ------ | ------ |
| 2015    |                         |           |                      | SIL | SPA | LMS | NÜR | COA | FUJ | SHA | BHR |     |      |        |        |
| 2015    | Porsche Team Manthey    | LMGTE Pro | Porsche 911 RSR      |     | 3   |     |     |     |     |     |     |     | 22.º | 15     | [ 21 ] |
| 2015    | OAK Racing              | LMP2      | Ligier JS P2-HPD     |     |     | Ret |     |     |     |     |     |     | 19.º | 0      | [ 22 ] |
| 2016    | Abu Dhabi-Proton Racing | LMGTE Am  | Porsche 911 RSR      | SIL | SPA | LMS | NÜR | MEX | COA | FUJ | SHA | BHR | 17.º | 10     | [ 23 ] |
| 2016    | Abu Dhabi-Proton Racing | LMGTE Am  | Porsche 911 RSR      |     | 5   |     |     |     |     |     |     |     | 17.º | 10     | [ 23 ] |
| 2017    | Porsche GT Team         | LMGTE Pro | Porsche 911 RSR      | SIL | SPA | LMS | NÜR | MEX | COA | FUJ | SHA | BHR | 11.º | 67     | [ 7 ]  |
| 2017    | Porsche GT Team         | LMGTE Pro | Porsche 911 RSR      | Ret | 6   | Ret | 3   | 5   | 2   | 3   | Ret | Ret | 11.º | 67     | [ 7 ]  |
| 2018-19 | Porsche GT Team         | LMGTE Pro | Porsche 911 RSR      | SPA | LMS | SIL | FUJ | SHA | SEB | SPA | LMS |     | 1.º  | 155    | [ 17 ] |
| 2018-19 | Porsche GT Team         | LMGTE Pro | Porsche 911 RSR      | 2   | 1   | 3   | 1   | 3   | 5   | 3   | 5   |     | 1.º  | 155    | [ 17 ] |
| 2019-20 | Porsche GT Team         | LMGTE Pro | Porsche 911 RSR - 19 | SIL | FUJ | SHA | BHR | COA | SPA | LMS | BHR |     | 3.º  | 148    | [ 24 ] |
| 2019-20 | Porsche GT Team         | LMGTE Pro | Porsche 911 RSR - 19 | 2   | 2   | 2   | 7   | 2   | 1   | 11  | 1   |     | 3.º  | 148    | [ 24 ] |
| 2021    | Porsche GT Team         | LMGTE Pro | Porsche 911 RSR - 19 | SPA | POR | MNZ | LMS | BHR | BHR |     |     |     | 2.°  | 166    |        |
| 2021    | Porsche GT Team         | LMGTE Pro | Porsche 911 RSR - 19 | 1   | 3   | 1   | 2   | 1   | 1   |     |     |     | 2.°  | 166    |        |
| 2022    | Porsche GT Team         | LMGTE Pro | Porsche 911 RSR - 19 | SEB | SPA | LMS | MNZ | FUJ | BHR |     |     |     | 2.°  | 132    |        |
| 2022    | Porsche GT Team         | LMGTE Pro | Porsche 911 RSR - 19 | 1   | 2   | 4   | 4   | 3   | 3   |     |     |     | 2.°  | 132    |        |

### 24 Horas de Le Mans
| Año     | Equipo                    | Copilotos                            | Automóvil          | Clase     | Vueltas | Pos. | Pos. Clase |
| ------- | ------------------------- | ------------------------------------ | ------------------ | --------- | ------- | ---- | ---------- |
| 2015    | OAK Racing                | Chris Cumming Laurens Vanthoor       | Ligier JS P2-Honda | LMP2      | 329     | DNF  | DNF        |
| 2016    | Porsche Motorsport        | Patrick Pilet Nick Tandy             | Porsche 911 RSR    | LMGTE Pro | 135     | DNF  | DNF        |
| 2017    | Porsche GT Team           | Michael Christensen Dirk Werner      | Porsche 911 RSR    | LMGTE Pro | 179     | DNF  | DNF        |
| 2018    | Porsche GT Team           | Michael Christensen Laurens Vanthoor | Porsche 911 RSR    | LMGTE Pro | 344     | 15.º | 1.º        |
| 2019    | Porsche GT Team           | Michael Christensen Laurens Vanthoor | Porsche 911 RSR    | LMGTE Pro | 340     | 29.º | 9.º        |
| 2020    | Porsche GT Team           | Michael Christensen Laurens Vanthoor | Porsche 911 RSR-19 | GTE Pro   | 331     | 35.º | 6.º        |
| 2021    | Porsche GT Team           | Michael Christensen Neel Jani        | Porsche 911 RSR-19 | GTE Pro   | 344     | 22.º | 3.º        |
| 2022    | Porsche GT Team           | Michael Christensen Laurens Vanthoor | Porsche 911 RSR-19 | GTE Pro   | 348     | 31.º | 4.º        |
| 2023    | Porsche Penske Motorsport | André Lotterer Laurens Vanthoor      | Porsche 963        | Hypercar  | 320     | 22.º | 11.º       |
| 2024    | Porsche Penske Motorsport | André Lotterer Laurens Vanthoor      | Porsche 963        | Hypercar  | 311     | 4.º  | 4.º        |
| 2025    | Porsche Penske Motorsport | Matt Campbell Laurens Vanthoor       | Porsche 963        | Hypercar  | 387     | 2.º  | 2.º        |
| Fuente: |                           |                                      |                    |           |         |      |            |